# Le Péril (conférence de Martin Heidegger)
Pour des articles plus généraux, voir Martin Heidegger et La philosophie de Martin Heidegger.
Le Péril (traduction de l'allemand die Gefahr) correspond au  texte de la troisième des quatre conférences de Martin Heidegger prononcées au Club de Brême, sous le titre général Einblick in das was ist (Regard dans ce qui est), le premier décembre 1949, éditée pour la première fois en allemand en 1994 et ici traduite par Hadrien France-Lanord et publiée dans la revue L'Infini en 2006. Seule une version ultérieure, et intégralement remaniée, intitulée Die Frage nach der Technik, correspondant à une conférence tenue le 18 novembre 1953 à Munich, était jusqu’ici accessible, traduite par André Préau, sous le titre « La question de la technique », dans Essais et conférences, Paris, Gallimard,

## Prise de contact
Le  texte de la conférence est précédé d'une courte présentation que l'on doit au traducteur. Par ailleurs, la conférence proprement dite est suivie d'une série de  notes dans lesquelles  traducteur tente de justifier, autant que faire se peut, ses choix et les partis pris de la traduction.
Le premier mot de la conférence est « Gestell » ou « Dispositif » . Ce mot « nous introduit d'emblée dans l'« aître » de la technique »,  remarque Hadrien France-Lanord,.De son côté Heidegger dira plus tard dans La question de la technique, « arraisonnement, Getell : ainsi appelons-nous le mode dévoilement qui régit l'essence de la technique moderne et n'est lui-même rien de technique »,. L'appellation Getell  (arraisonnement) ne désigne pas seulement la provocation il doit aussi conserver le sens de tous les modes de rassemblement et celui plus général où il est question de « mettre sous les yeux ». La nature « traquée » et mise en demeure est, comme le remarque Heidegger dans La question de la  technique, un mode de dévoilement complètement différent de celui qui conduit à « ériger une statue dans l'enceinte du temple tout en restant apparentés dans leur être ». 
« Dans son déploiement le Dispositif ne prend pas la chose en garde comme chose ».« Le dispositif se déploie  d'une manière telle que cela empêche toute « proximité » » proclame d'entrée de jeu Heidegger (p. 21). Cette perte de « proximité » constitue le « péril ». « Ainsi le péril est le nom de l'épreuve que nous faisons aujourd'hui de l'Être meme » écrit Hadrien France-Lanord,. C'est à l'examen de cette perte de proximité dans les choses, la langue, le monde et les êtres humains au niveau qui est le sien (en référence à la question de l'Être), que va procéder Heidegger dans cette conférence.

## Les formes du péril

### La chose
En ne laissant  se déployer ce qui vient en présence que comme pièce du « fonds disponible », der Bestand, il n'y a plus de place ni pour la « chose » ni même pour l'objet. Selon l'expression de Heidegger, le dispositif vient à  « aître », « en ce qu'il ne prend pas en garde la chose en tant qu'« elle « est en cause » ».
Avec la destruction de la proximité, l'être du dispositif peut se déployer (p. 21). Or « sans choses, il n'est pas d'habitation humaine »,.

### La langue
« Décisif est le rôle d'une langue réduite à un instrument d'information, disponible et formalisable, partout imposée comme la seule possible. Décisif parce que une langue abîmée  met en péril la manière d'être de l'homme et se traduit par une perte d'être ». « L'intentionnalité de la langue scientifique est la preuve la plus solide de son déracinement » (p. 39)

### Le monde
« Le monde : il a-monde » tente de traduire en français, la concision de l'expression allemande Welt weltet (p. 22). « Amonder, cherche à dire le mouvement de dé-closion du monde dans « son allégie », le libre déploiement du monde comme monde » écrit Hadrien France-Lanord. Le monde définit le Dictionnaire est ce à partir de quoi seulement l'étant peut prendre sens, ce qui dans le style de la conférence est repris dans  les deux phrases suivantes : « Le monde fait advenir la « mise en cause » de la chose en la prenant en garde »(p. 23). « Le refus de monde advient à l'avenance en tant qu'il laisse la chose à l'abandon sans garde »(p. 26). Ce refus advient avec l'abandonnement de la chose et l'installation de tout ce qui vient en présence comme pièce d'un « fonds disponible. « Le Dispositif est tel que tout par lui, n'apparaît que comme « fonds disponible » ». Heidegger parlera ailleurs d'« assombrissement » du monde et plus radicalement de « dévastation », de l'étant.

### L'homme
« La menace qui pèse sur l'homme ne provient pas en premier lieu des machines et appareils de la technique [...] La menace véritable a déjà atteint l'homme dans son être ». « C’est avec la psychologie et la domination de l’explication psychologique que s’amorce le nivellement de ce qui est propre à l’âme et à l’esprit dans ce qui, accessible à chacun à tout moment, marque au fond déjà l’absence de toute distanciation »
énonce Heidegger dans la conférence sur le Dispositif,.

## La dissimulation du péril
« Le plus périlleux dans le péril consiste dans le fait que le péril, en s'abritant en retrait, n'apparaît pas comme le péril qu'il est, le péril dissimule son déploiement comme péril » (p. 29).
« Heidegger montre que le trait fondamental du péril est justement de « traquer » la vérité en la rendant méconnaissable par de multiples contrefaçons afin de consolider les évidences acquises et de s'assurer que tout est placé en sûreté [...] Heidegger parle d'une époque indigente qui dissimule le péril en réduisant la détresse à des besoins quantifiables, la pauvreté à des formes de paupérisation, la douleur à des souffrances médicalement traitables, l'amour à des réactions psychologiques, la mort à des décès innombrables ».
Heidegger expose: 
« Le péril s'abrite en retrait en se dissimulant dans le « dispositif », qui lui-même se voile à son tour, dans l'aître qu'il fait se déployer, à savoir la technique ».
Dès lors, « l'aître de la technique n'apparaît, ni comme dispositif ni comme péril » de ce fait comme tout est de plus en plus régi par des phénomènes techniques, nous nous méprenons partout sur la technique (p. 31). C'est pourquoi et à bon droit on peut défendre la neutralité de la technique.
Cette manière de décrire la technique comme neutre consiste à la présenter comme un simple instrument au moyen duquel quelque chose d'autre est effectué et exécuté sur commande.(p. 33).
« Or, ce n'est pas dans ce qu'a de technique que consiste l'aître de la technique. L'être de la technique n'a lui-même rien de technique (p.33) »(p. 33),
Les jugements en bien ou en mal quant à la technique n'ont que peu d'importance car « ils ne considèrent pas la technique sous l'angle de son aître et de sa provenance » (p. 32).
« Il faut risquer le pas de la pensée qui expose notre aître humain à l'aître de la technique (pas seulement à son application et à son utilisation) » (p. 33)
Si nous voulons maîtriser la technique nous ne pouvons le faire aussi longtemps que nous ne nous posons pas la question sur l'aître de la technique et de son rapport essentiel à l'aître humain. (p. 33).
« Dans toutes ses représentations, on s'accorde toujours d'avance sur le fait que la technique est un moyen en vue d'une fin » (p. 34). « Cette opinion est rappelée dans le seul but de faire clairement apparaître comment la domination qu'étend l'aître de la technique commande la représentation humaine à son... »
Là où la technique n'est plus considérée comme simple moyen, la dissimulation du dispositif par lui-même cache que c'est la technique elle-même qui traîne l'home derrière elle comme son instrument quand bien même s'efforcerait-t-il à partir de l'efficience de la technique à la retourner en quelque chose d'utile et de salutaire (p. 35).L'aître de la technique reste énigmatiquement en retrait (p. 35).  Ceci n'est pas nouveau :  « la technique n'a jamais été un moyen entre les mains de l'homme [...] Son aître déploie son essence en dehors du domaine des moyens et des fins » (p. 35). 
D'ailleurs, « La technique n'est en son aître rien d'effectivement réel »(p. 35). « L'aître de la technique est l'Être même dans la configuration d'aître du dis-positif » (p. 35),.  
À suivre Hadrien France-Lanord, on peut ainsi résumer la signification du Ges-tell  en ce qu'il n'est pas la propriété commune des choses techniques c'est-à-dire, son essence au sens métaphysique traditionnel, mais le déploiement, das Wesen de la « Dispensation ». 
« Ce n'est pas en tant que technique que le dis-positif est le péril, mais en tant qu'Être [...] Le déploiement de l'aître du péril est l'Être même dans la mesure où il traque d'oubli la vérité de son aître »(p. 35). « L'aître de la technique est l'Être même dans la configuration d'aître du Dispositif. Or l'aître du Dispositif est le péril [...] Ce n'est pas en tant que technique que le Dispositif est le péril mais en tant qu'Être » (p. 35).
Une page de Beda Allemann semble s'appliquer à ce difficile passage. « L'expérience pensante de l'oubli de l'être fait partie du même destin que l'expérience poétique de la clôture de la dimension du sacré [...] Ce n'est pas seulement le sacré comme trace vers la « déité » qui reste caché, mais la trace vers le sacré elle-même, semble effacée. Puissent seulement quelques mortels voir l'absence d'« heur » nous menacer en tant qu'absence d'heur. Ceux-ci devraient reconnaître le véritable péril qui est celui de l'oubli de l'être. Un tel péril ne peut être conjuré par le retrait vers des régions moins menacées. Le salut doit surgir de l'abîme même qu'est le péril [...] Les poètes qui prennent sur eux le risque d'expérimenter l'absence de Dieu [...] sont en chemin vers la trace du sacré ».

## Le danger en l'Être
On doit à Gérard Guest le recours à l'expression de « danger en l'Être », en lieu et place du terme de péril Notre époque est l'époque du Ges-tell ou Dis-positif dans laquelle l'Être même se déploie comme « aître de la technique ». Heidegger consacre la dernière partie de sa conférence à une exégèse complexe de la signification présente du Gestell ou « Dispositif » en rattachant son origine à la thésis, θέσις  grecque qui faisait système avec la notion de phusis, (φύσις)
Heidegger cherche à comprendre selon  quelle manière l'allégie de l'Être des anciens grecs s'est adressée à leur « être-le-là ». (p. 36). La signification profonde de ces termes est à rechercher à ce niveau là pour comprendre notre propre rapport à l'Être dans sa configuration technique. Ainsi penser à la manière grecque θέσις signifie : placer debout, poser.(p. 36).
Les verbes grecs φύσει et θέσει énoncent deux manière d'être, deux manière d'entrée en présence différentes (p. 36). La φύσις cache en retrait dès l'origine un caractère de θέσις (p. 37).
« L'aître de la technique porte le nom de dis-positif parce que le « poser » qui est nommé dans le dis-positif est l'Être même, l'Être qui au début de son adresse destinale, s'est déclôt comme phusis, comme ce poser qui, produisant à partir de soi-même en son éclosion, accorde ce qui est en l'installant dans la présence »(p. 38).
« Dispositif, lorsque ce nom pensé vient à la parole pour nommer l'aître de la technique [...] le dispositif dit : la technique n'est pas un pur produit de la culture, pas plus qu'elle n'est un simple phénomène de civilisation. D’après son aître, la technique est le règne déployé par le rassemblement que recueille le poser au sens de la mise à disposition sur commande dans le fonds disponible de tout ce qui entre en présence » (p. 39)